# Джаверсіян (дегестан, бахш Каре-Чай)
Джаверсіян (перс. جاورسیان) — дегестан в Ірані, у бахші Каре-Чай, в шагрестані Хондаб остану Марказі.

## Населені пункти
До складу дегестану входять такі населені пункти:
- Адеште
- Айджан
- Арджанаванд
- Дег-е Бадд
- Дег-е Шір-Хан
- Дерман
- Джаверсіян
- Ейванд-е Бала
- Ейванд-е Нов
- Кешлак-е Зіба
- Нов-Дег
- Паланґаб
- Сузан
- Ханекаг-е Олья
- Харпаглу